# Teen Dance Ordinance
Teen Dance Ordinance è il quarto album in studio del gruppo alternative rock britannico A, pubblicato nel 2005.

## Tracce
1. Rush Song – 4:09
2. Better Off with Him – 3:30
3. The Art of Making Sense – 4:13
4. Someone Else – 3:55
5. Die Tonight – 4:02
6. 2nd Coming – 4:13
7. Wake Up – 2:43
8. Black Hole – 4:15
9. Hey – 4:06
10. Worst Thing That Can Happen – 3:36
11. Afterburner – 4:19
12. Wisdom – 4:24